# Euchlaena incisaria
Euchlaena incisaria là một loài bướm đêm trong họ Geometridae.